# Fahrudin Omerović
Pour les articles homonymes, voir Omerović.
Fahrudin Omerović (né le 26 août 1961 à Doboj, Yougoslavie auj. en Bosnie-Herzégovine) est un footballeur international yougoslave d'origine bosnienne qui évoluait au poste de gardien de but.
Il a gardé les buts du Partizan Belgrade, de Kocaelispor et de l'équipe de Yougoslavie (8 sélections). Il fut notamment le remplaçant de Tomislav Ivkovic lors du Mondial 1990 où les Yougoslaves ont été quarts-de-finalistes. Il compte également 3 sélections en Équipe de Bosnie-Herzégovine.
À l'issue de sa carrière de joueur, il reste en Turquie dont il prend la citoyenneté sous le nom de Fahrettin Ömerli.